# Iglesia del Carmen Alto
La Iglesia del Carmen Alto fue un templo católico ubicado en la intersección de la Alameda con la calle Carmen, en la ciudad de Santiago, Chile.

## Historia
En 1681 fray Juan de la Concepción solicitó la licencia a Carlos III para la instalación de un monasterio de carmelitas descalzas en Santiago. Los terrenos para la construcción de las instalaciones y la iglesia fueron donados por Francisco de Bardesi, en el lugar donde estaba su domicilio. En 1689 llegaron las carmelitas desde la provincia de Charcas, y el 6 de enero de 1690 comenzaron sus operaciones.
El monasterio tomó el nombre de San José, pero comenzó a ser conocido como del Carmen Alto, para diferenciarlo del otro monasterio carmelita que fue conocido como del Carmen Bajo. La calle adosada al monasterio, que se conocía como el callejón de los Perros, comenzó a ser conocida como calle del Carmen. En la esquina de esta calle con la Cañada se ubicó la iglesia, que en el siglo xix fue reconstruida por el arquitecto Fermín Vivaceta en un estilo neogótico con tres torres. En 1942 la iglesia y el monasterio fueron demolidos.